# Dzwola (gmina)
Pour les articles homonymes, voir Dzwola.
Dzwola est une gmina rurale (gmina wiejska) du powiat de Janów Lubelski, dans la Voïvodie de Lublin, dans l'est de la Pologne.
Son siège administratif (chef-lieu) est le village de Dzwola, qui se situe environ 11 kilomètres à l'est de Janów Lubelski (siège du powiat) et 61 kilomètres au sud de la capitale régionale Lublin (capitale de la voïvodie).
La gmina couvre une superficie de 203,1 km2 pour une population de 6 664 habitants en 2006.

## Histoire
De 1975 à 1998, la gmina est attachée administrativement à la voïvodie de Tarnobrzeg.

Depuis 1999, elle fait partie de la voïvodie de Lublin.

## Géographie
La gmina inclut les villages et localités de :

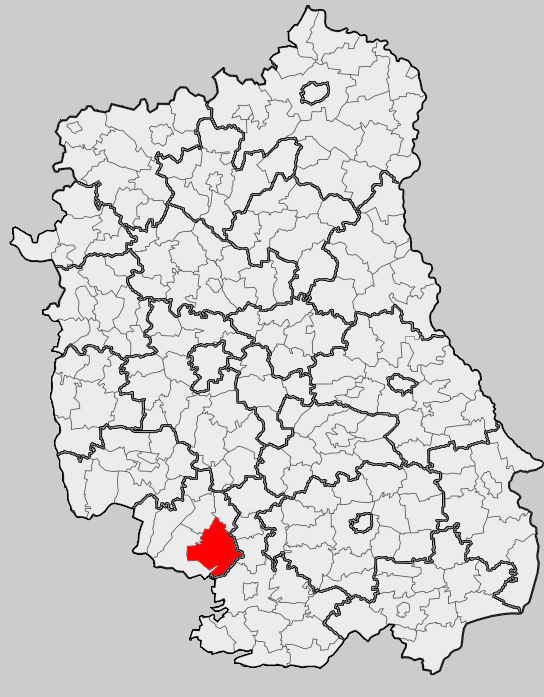
Position de la gmina dans la voïvodie

- Branew
- Branewka
- Branewka-Kolonia
- Dzwola
- Flisy
- Kapronie
- Kocudza Druga
- Kocudza Górna
- Kocudza Pierwsza
- Kocudza Trzecia
- Konstantów
- Krzemień Drugi, Krzemień Pierwszy
- Władysławów
- Zdzisławice
- Zofianka Dolna

### Gminy voisines
La gmina de Dzwola est voisine des gminy suivantes :
- Biłgoraj
- Chrzanów
- Frampol
- Godziszów
- Goraj
- Janów Lubelski

## Structure du terrain
D'après les données de 2002, la superficie de la commune de Dzwola est de 203,1 kilomètres carrés, répartis comme telle :
- terres agricoles : 41%
- forêts : 53%

La commune représente 23,2% de la superficie du powiat.

## Démographie
Données du 30 juin 2004 :
| Description        | Total  | Total | Femmes | Femmes | Hommes | Hommes |
| ------------------ | ------ | ----- | ------ | ------ | ------ | ------ |
| Unité              | Nombre | %     | Nombre | %      | Nombre | %      |
| Population         | 6 699  | 100   | 3 355  | 50,1   | 3 344  | 49,9   |
| Densité (hab./km²) | 33     | 33    | 16,5   | 16,5   | 16,5   | 16,5   |

Données du 30 juin 2014 :
| Description | Total  | Total | Femmes | Femmes | Hommes | Hommes |
| ----------- | ------ | ----- | ------ | ------ | ------ | ------ |
| Unité       | Nombre | %     | Nombre | %      | Nombre | %      |
| Population  | 6 497  | 100   | 3 258  | 50,15  | 3 239  | 49,85  |
| Urbain      | 0      | 0     | 0      | 0      | 0      | 0      |
| Rural       | 6 497  | 100   | 3 258  | 50,15  | 3 239  | 49,85  |